# Стеарат свинца(II)
Стеарат свинца(II) — органическое соединение,
соль свинца и стеариновой кислоты
с формулой Pb(C18H35O2)2,
бесцветные (белые) кристаллы,
не растворяется в воде. Ядовито.

## Получение
- Обменная реакция между ацетата свинца(II) и стеаратом натрия:

{\displaystyle {\mathsf {Pb(CH_{3}COO)_{2}+2NaC_{18}H_{35}O_{2}\ {\xrightarrow {}}\ Pb(C_{18}H_{35}O_{2})_{2}\downarrow +2CH_{3}COONa}}}

## Физические свойства
Стеарат свинца(II) образует бесцветные (белые) кристаллы.
Не растворяется в воде, растворяется в горячем этаноле.

## Применение
- Сиккатив.
- Модификатор литиевых мыл.
- Загуститель смазок.
- Термостабилизатор для поливинилхлорида.
- Ингибитор коррозии.
- Отвердитель стеарина в производстве свечей.